# Horacio Troche
Pour les articles homonymes, voir Troche (homonymie) et Herrera.
Horacio Florencio Troche Herrera (né le 4 février 1935 à Nueva Helvecia en Uruguay et mort le 14 juillet 2014 à Morelia au Mexique) est un joueur de football international uruguayen, qui évoluait au poste de défenseur, avant de devenir ensuite entraîneur.

## Biographie

### Carrière de joueur

#### Carrière en club
Avec le Club Nacional, il remporte trois championnats d'Uruguay.
Avec l'équipe allemande d'Aix-la-Chapelle, il dispute 24 matchs en Bundesliga.

#### Carrière en sélection
Avec l'équipe d'Uruguay, il joue 30 matchs (pour aucun but inscrit) entre 1958 et 1966. 
Il figure dans le groupe des sélectionnés lors des Coupes du monde de 1962 et de 1966. Lors du mondial 1962 organisé au Chili, il joue trois matchs : contre la Colombie, la Yougoslavie et l'URSS. Lors du mondial 1966 organisé en Angleterre, il joue quatre matchs : contre le pays organisateur, la France, le Mexique, enfin contre l'Allemagne.
Il participe également au championnat sud-américain de 1959 qui se déroule en Équateur. La sélection uruguayenne remporte la compétition en devançant l'Argentine.

## Palmarès
| Club Nacional - Championnat d'Uruguay (3) : - Champion : 1955, 1956 et 1957. |  | Uruguay - Championnat sud-américain (1) : - Vainqueur : 1959 (Équateur). |